# 青木葵園
青木 葵園（あおき きえん）は、江戸時代中期の儒学者。徳山藩士。諱は節。家格は馬廻、禄高は50石。徳山藩学の基礎を築いた人物の一人。

## 生涯
延享4年（1747年）、徳山藩士・長沼忠清の五男として生まれ、宝暦8年（1758年）3月に青木忠栄の後を継ぐ。
当時、徳山藩の学問は発展途上であり、学問の士も少なかった。そこで葵園は学問に志を立て、書を求めては読み漁り、十余歳で既に筆を執っては右に出る者がいない程であったという。
初め徳山藩の儒学者・国富鳳山に師事した後、江戸に勤めた際には芝に塾を開いていた萩藩の儒学者・滝鶴台から古文辞学（徂徠学）を学んだ。また、九州に遊学し、福岡藩の亀井南冥らと親しく交わり、その才能を賞されたが、この頃の古文辞学は未だ一般には広まっておらず、葵園が古文辞学を修めることを批判する者もいた。しかし、葵園は古書に学ぶ事の重要さを主張し、文字、点画、意義の如何なる些細な疑義も疎かにせず、究明に努めた。
宝暦12年（1762年）9月19日に師の国富鳳山が死去すると、本城紫巌や役藍泉をはじめとした鳳山の門弟達は鳳山の死を悲しみ、葵園は「西天明月没し、南海夜珠沈む、人は遺編を抱いて哭し、恨は旧感を兼ねて深し」と賦した。
徳山藩では藩校・鳴鳳館の助教を務めた後に目付役へ転じ、藩政にも参与。安永6年（1777年）から江戸に勤めたが、翌年の安永7年（1778年）6月に病にかかり、同年7月2日に死去。享年32。遺体は江戸麻布の教運寺に葬られたが、遺髪は徳山の八正寺に埋葬された。その際、亀井南冥が碑文を撰した石碑が建てられた。なお、葵園の遺著には『葵園遺稿』がある。